# Carl Cannabich
Carl August Konrad Cannabich, född (döpt 11 oktober) 1771 i Mannheim, död den 1 maj 1806 i München, var en tysk violinist och tonsättare. Han var son till Christian Cannabich.
Cannabich erhöll 1798 sin fars plats som konsertmästare i hovkapellet i München. Han komponerade operor, sånger, duor, trior med mera för stråkinstrument.